# Бродович, Теодосий
Теодосий (Феодосий) Бродович (?— 22 мая 1803) — греко-католический церковный деятель, писатель.
Украинец по происхождению. Происходил из обедневшего шляхетского рода. Служил священником в Луцке, занимал высокие церковные должности в Луцкой греко-католической епархиальной администрации, был архипресвитером.
Заподозренный в подготовке крестьянского восстания, которое якобы должно было начаться весной 1789 года, подвергся преследованиям со стороны польской шляхты.
Автор сочинения на польском языке «Widok przemocy na slabą newinnośč strogo wywartej roku 1789» о жестокой расправе польской шляхты над украинским населением Волыни и Подолья в 1789 году. Его записки были напечатаны Я. Ф. Головацким в Москве в 1870 Императорским московским обществом истории и древностей Российских.